# Бланш (станция метро)
Бланш (фр. Blanche) — станция линии 2 Парижского метрополитена, расположенная на границе IX и XVIII округов Парижа. Названа по одноимённым улице и площади, которые получили своё название от исторической местности, на которой в XVII веке производилась добыча гипса для изготовления парижской штукатурки. Рядом со станцией располагается кабаре "Мулен Руж". 

## История
- Станция открылась 7 (по другим данным 21) октября 1902 года в конце пускового участка Шарль де Голль — Этуаль — Анвер.
- Пассажиропоток по станции по входу в 2011 году, по данным RATP, составил 4 252 071 человек[2]. В 2013 году этот показатель незначительно снизился и составил 4 251 153 пассажира (113 место по уровню входного пассажиропотока в Парижском метро)[3].
- Один из лестничных сходов на станцию на бульваре Клиши оформлен в стиле Эктора Гимара и 29 мая 1978 года признан памятником истории[4]

## Путевое развитие
На перегоне Пигаль — Бланш располагается пошёрстный съезд.

## Галерея

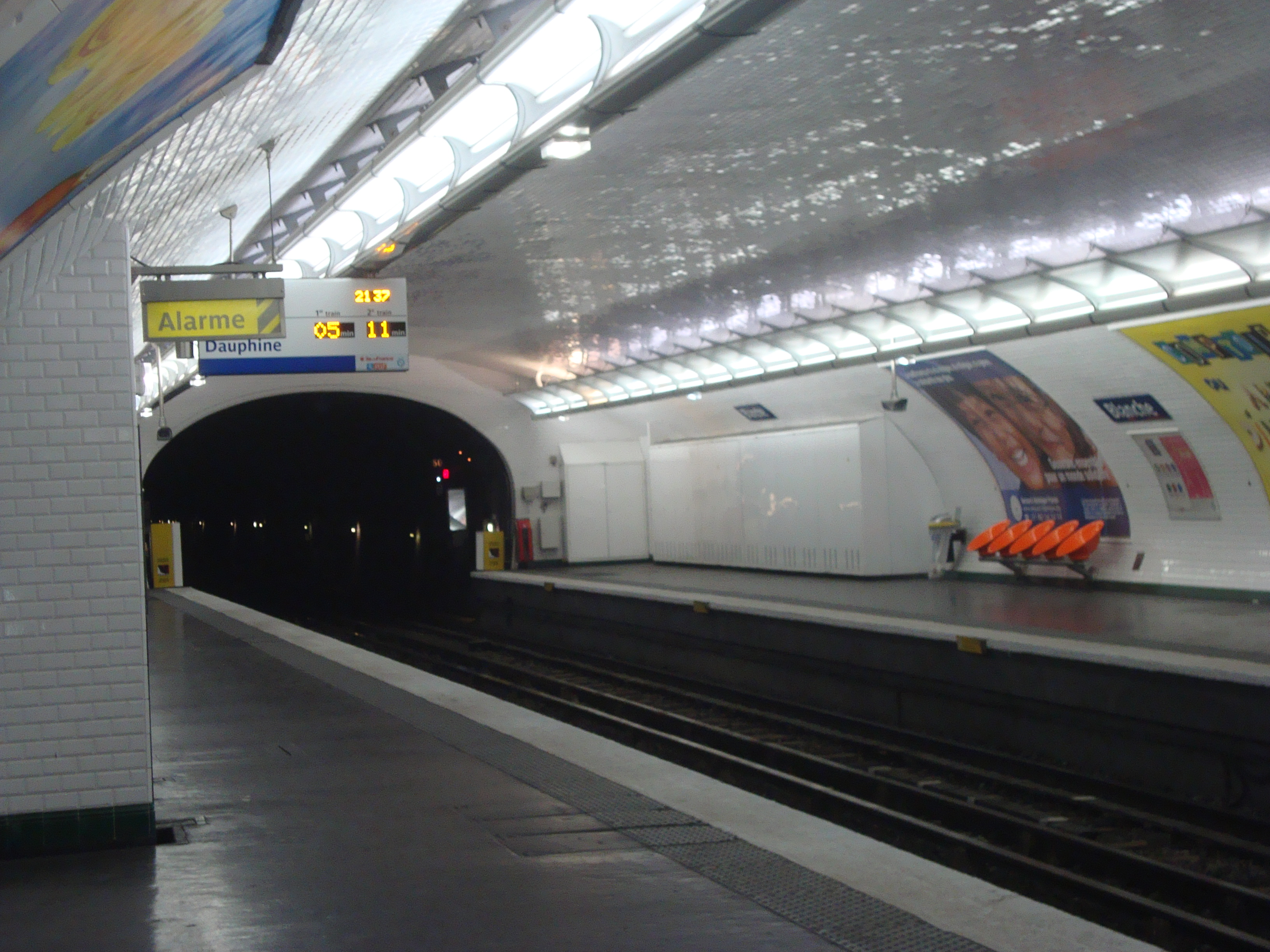
Вид на восточный торец станции
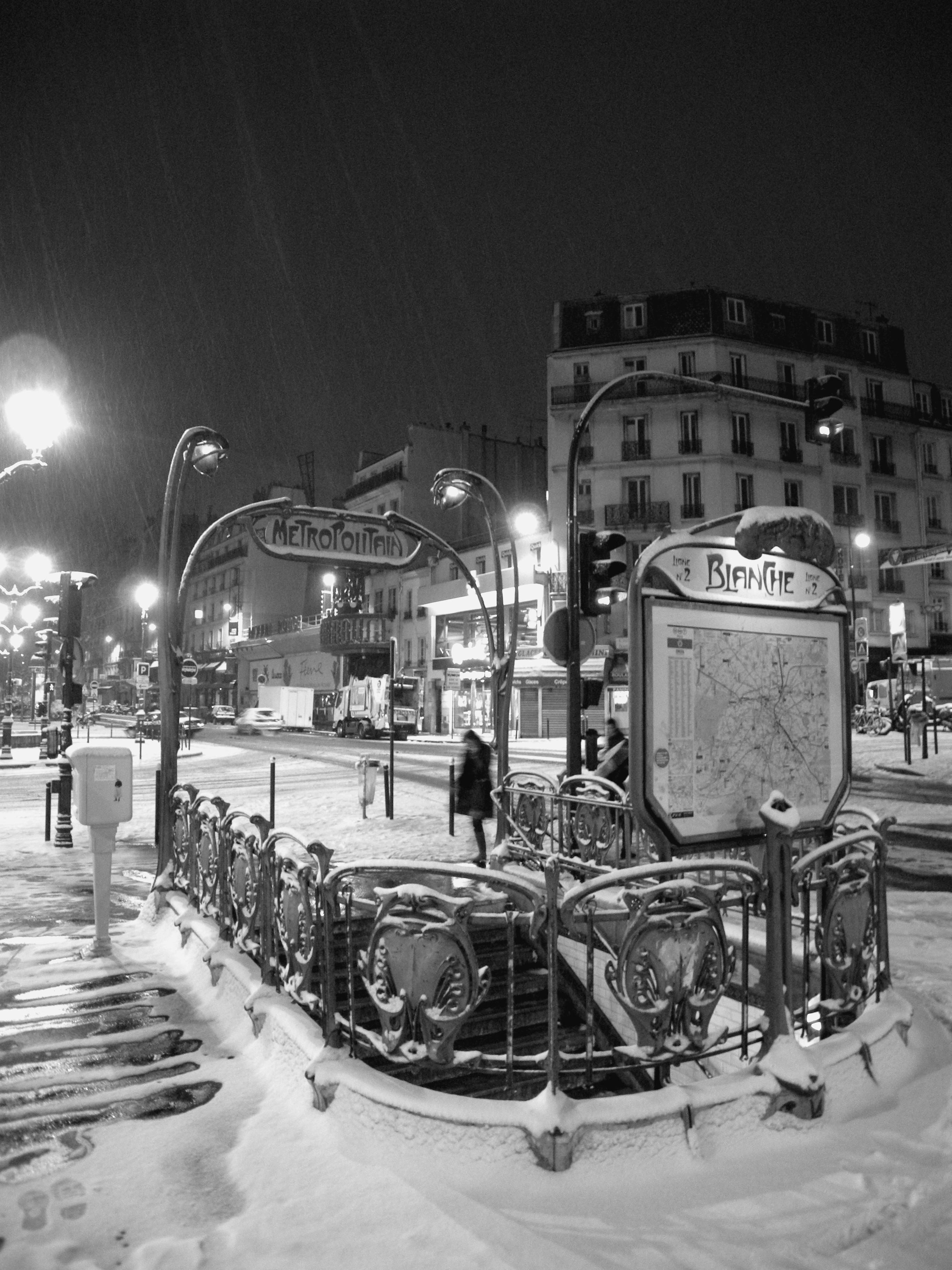
Лестничный сход